# 保罗·比亚

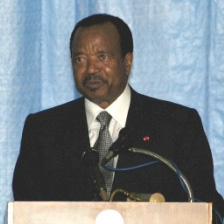
保罗·比亚

保罗·比亚（法語：Paul Biya，1933年2月13日—），喀麥隆總統，1975年以來先后担任总理和总统，亦是目前在世的世界最高齡的现任國家領導人。

## 个人生活
他生于法属喀麦隆南部省的穆梅卡村。1961年从巴黎政治大学的国际关系专业毕业。
他的第一任妻子珍妮-艾琳于1992年7月29日去世，两人没有生育子女。1994年4月23日他与比他小38岁的尚塔尔结婚，两人生育了两个孩子。

## 政治生涯
在阿希喬任总统的年代，他的地位获得了很大的提升。1968年—1975年，他任总统秘书长。1975年—1982年，担任总理。在阿希喬于1982年突然辞职后，他继任为总统。1983年—1984年，他在权力斗争中巩固了总统地位。
1980年代，他在一党制内进行了一些政治改革。1990年代早期，在压力下他接受了多党制。1992年，他勉强赢得总统大选。之后分别在1997年、2004年、2011年和2018年，他都以绝对优势获得连任。而国内的反对派和西方国家则宣称在这些选举投票中存在着违法和欺骗行为。
他领导的喀麦隆与喀麦隆前宗主国——法国保持着良好的关系。

## 批评
尽管他进行了一些政治变革的积极努力，不过他的政府仍然面临威权主义的批评。在宪法中，他扩大了行政权和立法权，他还想扩大对司法权的控制。只有在他的请求下法院才有违宪审查的权力。他所领导的政党喀麦隆人民民主运动仍旧绝对主导着国会（在2007年7月举行的国会大选中，该党获得了总共163席中的153席），这为国会通过符合他意志的法律奠定了基础。
2009年，美国新闻杂志《Parade》将他列为“世界前20名独裁者”的第19位（页面存档备份，存于）。
2010年11月，喀麦隆作家特尤出版了一本书，其中记录了他的妻子尚塔尔从贫穷的平民成为本国第一夫人的轨迹。之后特尤因“诽谤他人”和组织“非法集会”（尝试举行一次公开的阅读会）的罪名被判刑入狱两年。大赦国际和国际笔会都抗议他被捕，大赦国际将他列入良心犯名单。2011年5月2日，因国际笔会伦敦分会同意为他交纳为他身体治疗所需的资金而被释放。

## 外部連結
- 官方网站
- World Statesmen – Cameroon（页面存档备份，存于）

| 前任： 首任            | 喀麦隆总理 1975年-1982年 | 繼任： 迈加里·贝洛·布巴 |
| 前任： 阿赫馬杜·阿希喬 | 喀麦隆总统 1982年至今    | 繼任： 现任             |